# 章鑑 (右丞相)
章鑑（?—?），字公秉，隆興府分寧縣（今江西省修水縣）人，南宋大臣。

## 生平
章鑑以別院省試及第，官至中書舍人，崇政殿說書，進簽書樞密院事兼權參知政事。遷同知樞密院事。咸淳十年（1274年）任右丞相兼樞密使。次年二月，元朝大軍逼近臨安（今杭州市），他托故逃走。朝廷遣使還朝，罷相。因為包庇殿帥韓震逆謀，被逐出臨安。後來有人說他藏匿玉璽，軍隊去他家裡檢查，只發現一個玉杯，沒有其他東西。在朝時，號為寬厚，和很多人都合得來，士大夫稱之為滿朝歡。

## 延伸阅读
[在维基数据编辑]
 《宋史·卷418》，出自脱脱《宋史》